# دولومیت (آلاباما)
دولومیت (به انگلیسی: Dolomite) یک منطقهٔ مسکونی در ایالات متحده آمریکا است که در آلاباما واقع شده‌است. دولومیت ۱۶۳٫۰۷ متر بالاتر از سطح دریا واقع شده‌است.